# Wrockwardine Wood
Wrockwardine Wood and Trench – gmina (civil parish) blisko miasta Telford, w Anglii, w hrabstwie ceremonialnym Shropshire, w dystrykcie (unitary authority) Telford and Wrekin. Leży 21 km na wschód od miasta Shrewsbury i 207 km na północny zachód od Londynu. Miejscowość liczy 4900 mieszkańców.